# Demolición (película)
Demolición (título original en inglés: Demolition) es un drama dirigido por Jean-Marc Vallée y escrita por Bryan Sipe. La película es protagonizada por Jake Gyllenhaal, Naomi Watts y Chris Cooper.

## Elenco
- Jake Gyllenhaal[1]
- Naomi Watts[2]
- Chris Cooper[3]

## Producción
En mayo de 2013, el director Jean-Marc Vallée es contratado para dirigir Demolition, para el 2015. El 9 de octubre de 2013, se anunció que Black Label Media financiaría la película, y sería coproducida por Mr. Mudd. El 6 de junio de 2014, Jake Gyllenhaal estuvo en charlas para protagonizar la película. El 21 de julio, Naomi Watts también estuvo en charlas para estar en la película. El 4 de septiembre, Naomi Watts confirmó ser parte del elenco. El 10 de septiembre, Chris Cooper fue contratado para estar en la película.

### Filmación
La filmación empezó el 15 de septiembre de 2014, en la Ciudad de Nueva York. El 24 de septiembre, Gyllenhaal fue visto en el set de la película mientras se filmaban escenas en el Aeropuerto Internacional John F. Kennedy. El 6 de octubre, Gyllenhaal y Watts fueron vistos en Coney Island. El 8 de octubre, la filmación tuvo lugar en Greenwich Street en Nueva York.